# Kurt Thomas
Kurt Thomas (n. 29 martie 1956, Hollywood⁠(d), Florida, SUA – d. 5 iunie 2020, Texas, SUA) a fost un gimnast artistic ce a reprezentat Statele Unite ale Americii. A participat la o ediție a Jocurilor Olimpice (1976).

## Participări
Lista de mai jos prezintă principalele competiții la care a participat Kurt Thomas de-a lungul carierei.
- Jocurile Olimpice de vară din 1976[3]